# Coupe de la confédération 2022-2023
Navigation
Édition précédente Édition suivante
La Coupe de la confédération 2022-2023 est la 20e édition de la Coupe de la confédération, seconde compétition interclubs organisée par la Confédération africaine de football (CAF) et mettant aux prises les meilleures formations du continent non qualifiées pour la Ligue des champions.
Tenant du titre, le club marocain de la RS Berkane est éliminé dès le deuxième tour bis. Son entraîneur, Abdelhak Benchikha, est alors limogé mais parvient à rebondir assez vite en prenant les rênes de l'USM Alger, équipe également engagée dans la compétition et qualifiée pour la phase de poules. Sous sa direction, les Algérois réussissent à aller au bout du parcours en remportant le premier trophée africain de leur histoire après avoir échoué sur la dernière marche de la Ligue des champions en 2015. L'USMA devient, par ailleurs, le premier club algérien à inscrire son nom au palmarès de la Coupe de la confédération.
Contrairement aux trois éditions précédentes, la finale du tournoi se joue en aller-retour. Les Usmistes y affrontent les Tanzaniens de Young Africans SC qui atteignent pour la toute première fois ce stade de la compétition en Afrique. Les Rouge et Noir s'imposent grâce à la règle du but à l'extérieur après qu'ils ont gagné le match aller par deux buts à un à Dar es Salam puis perdu le match retour un but à zéro à Alger. Cette victoire leur permet de se qualifier directement pour la prochaine édition de la Coupe de la confédération mais aussi de disputer la Supercoupe de la CAF contre le vainqueur de la Ligue des champions, le club égyptien d'Al-Ahly SC.
L'attaquant de Yanga, Fiston Mayele, termine meilleur buteur du tournoi avec sept buts marqués, dont un en finale. Il fait figure de révélation de la saison footballistique sur le plan continental, ayant également inscrit sept autres buts lors de la phase qualificative de la Ligue des champions,.

## Sponsoring
En juillet 2016, Total a annoncé avoir passé un accord de sponsoring avec la Confédération africaine de football (CAF). L’accord vaut pour les huit prochaines années et concernera les dix principales compétitions organisées par la CAF, dont la Coupe de la Confédération de la CAF, qui est désormais baptisée "Coupe de la Confédération de la CAF TotalEnergies" ou "Coupe de la Confédération TotalEnergies".

## Participants
- Théoriquement, jusqu'à 56 fédérations membres[a] de la Confédération africaine de football (CAF) peuvent inscrire une formation en Coupe de la confédération 2022-2023.
- Les douze meilleurs pays en fonction du classement quinquennal de la CAF peuvent inscrire un maximum de deux équipes. Lors de cette saison, le classement est établi en prenant en compte les cinq éditions entre 2018 et 2021-2022.
- 50 clubs s'engagent initialement dans le tournoi, ils seront ensuite rejoints par 16 repêchés de la Ligue des champions lors du deuxième tour bis.
- Ci-dessous la liste des clubs participants à la compétition répartis en fonction de la position de leur pays au classement quinquennal de la CAF.

| Rang                                                                       | Fédération                                                              | Club                                                                    | Classement                                                              |
| Fédérations avec deux représentants (classées de la 1re à la 12e place)    | Fédérations avec deux représentants (classées de la 1re à la 12e place) | Fédérations avec deux représentants (classées de la 1re à la 12e place) | Fédérations avec deux représentants (classées de la 1re à la 12e place) |
| -------------------------------------------------------------------------- | ----------------------------------------------------------------------- | ----------------------------------------------------------------------- | ----------------------------------------------------------------------- |
| 1                                                                          | Maroc (194 pts)                                                         | RS Berkane                                                              | Tenant du titre                                                         |
| 1                                                                          | Maroc (194 pts)                                                         | FAR Rabat                                                               | 3e du championnat du Maroc 2021-2022                                    |
| 2                                                                          | Égypte (176 pts)                                                        | Pyramids FC                                                             | 3e de la phase aller du championnat d'Égypte 2021-2022                  |
| 2                                                                          | Égypte (176 pts)                                                        | Future FC                                                               | 4e de la phase aller du championnat d'Égypte 2021-2022                  |
| 3                                                                          | Algérie (115 pts)                                                       | JS Saoura                                                               | 3e du championnat d'Algérie 2021-2022                                   |
| 3                                                                          | Algérie (115 pts)                                                       | USM Alger                                                               | 4e du championnat d'Algérie 2021-2022                                   |
| 4                                                                          | Tunisie (113 pts)                                                       | CS Sfax                                                                 | 3e du championnat de Tunisie 2021-2022                                  |
| 4                                                                          | Tunisie (113 pts)                                                       | Club africain                                                           | 4e du championnat de Tunisie 2021-2022                                  |
| 5                                                                          | Afrique du Sud (109,5 pts)                                              | Royal AM FC                                                             | 3e du championnat d'Afrique du Sud 2021-2022                            |
| 5                                                                          | Afrique du Sud (109,5 pts)                                              | Marumo Gallants FC                                                      | Finaliste de la Coupe d'Afrique du Sud 2021-2022                        |
| 6                                                                          | RD Congo (63 pts)                                                       | FC Saint-Éloi Lupopo                                                    | 3e du championnat de RD Congo 2021-2022                                 |
| 6                                                                          | RD Congo (63 pts)                                                       | DC Motema Pembe                                                         | Vainqueur de la Coupe de RD Congo 2022                                  |
| 7                                                                          | Angola (46 pts)                                                         | GD Sagrada Esperança                                                    | 3e du championnat d'Angola 2021-2022                                    |
| 8                                                                          | Soudan (33,5 pts)                                                       | Hilal al-Sahil SC                                                       | 3e du championnat du Soudan 2022                                        |
| 8                                                                          | Soudan (33,5 pts)                                                       | Al Ahli Khartoum                                                        | 6e du championnat du Soudan 2022                                        |
| 9                                                                          | Libye (33 pts)                                                          | Al-Akhdar SC                                                            | 3e du championnat de Libye 2021-2022                                    |
| 9                                                                          | Libye (33 pts)                                                          | Al Nasr Benghazi                                                        | 4e du championnat de Libye 2021-2022                                    |
| 10                                                                         | Guinée (31 pts)                                                         | Milo FC                                                                 | 3e du championnat de Guinée 2021-2022                                   |
| 10                                                                         | Guinée (31 pts)                                                         | Ashanti Golden Boys                                                     | 4e du championnat de Guinée 2021-2022                                   |
| 11                                                                         | Tanzanie (30,5 pts)                                                     | Azam FC                                                                 | 3e du championnat de Tanzanie 2021-2022                                 |
| 11                                                                         | Tanzanie (30,5 pts)                                                     | Geita Gold FC                                                           | 4e du championnat de Tanzanie 2021-2022                                 |
| 12                                                                         | Nigeria (26 pts)                                                        | Remo Stars FC                                                           | 3e du championnat du Nigeria 2021-2022                                  |
| 12                                                                         | Nigeria (26 pts)                                                        | Kwara United FC                                                         | 4e du championnat du Nigeria 2021-2022                                  |
| Fédérations avec un seul représentant (classées plus bas que la 12e place) |                                                                         |                                                                         |                                                                         |
| 13                                                                         | Zambie (24,5 pts)                                                       | ZESCO United FC                                                         | Vice-champion de Zambie 2021-2022                                       |
| 14                                                                         | Cameroun (14,5 pts)                                                     | PWD Bamenda                                                             | Vainqueur de la Coupe du Cameroun 2021                                  |
| 16                                                                         | Côte d'Ivoire (10,5 pts)                                                | SC Gagnoa                                                               | Vice-champion de Côte d'Ivoire 2021-2022                                |
| 17                                                                         | Congo (8 pts)                                                           | CSMD Diables Noirs                                                      | Vice-champion du Congo 2021-2022                                        |
| 18                                                                         | Botswana (6 pts)                                                        | Security Systems XI FC                                                  | Finaliste de la Coupe du Botswana 2022                                  |
| 21                                                                         | Eswatini (3,5 pts)                                                      | Mbabane Highlanders FC                                                  | Vice-champion d'Eswatini 2021-2022                                      |
| -                                                                          | Mali (3,5 pts)                                                          | AS Réal de Bamako                                                       | Finaliste de la Coupe du Mali 2022                                      |
| 23                                                                         | Burkina Faso (3 pts)                                                    | AS Douanes                                                              | Vainqueur de la Coupe du Burkina Faso 2022                              |
| 24                                                                         | Ghana (2,5 pts)                                                         | Hearts of Oak SC                                                        | Vainqueur de la Coupe du Ghana 2022                                     |
| -                                                                          | Niger (2,5 pts)                                                         | AS Douanes                                                              | Vainqueur de la Coupe du Niger 2022                                     |
| 26                                                                         | Ouganda (2 pts)                                                         | Bul FC                                                                  | Vainqueur de la Coupe d'Ouganda 2022                                    |
| -                                                                          | Rwanda (2 pts)                                                          | AS Kigali                                                               | Vainqueur de la Coupe du Rwanda 2022                                    |
| 28                                                                         | Bénin (1,5 pt)                                                          | Buffles du Borgou FC                                                    | Vice-champion du Bénin 2021-2022                                        |
| -                                                                          | Mauritanie (1,5 pt)                                                     | Nouakchott King's                                                       | Vainqueur de la Coupe de Mauritanie 2022                                |
| 30                                                                         | Mozambique (1 pt)                                                       | CF Beira                                                                | Vice-champion du Mozambique 2021                                        |
| -                                                                          | Togo (1 pt)                                                             | ASC Kara                                                                | Vice-champion du Togo 2021-2022                                         |
|                                                                            | Burundi                                                                 | Bumamuru FC                                                             | Vainqueur de la Coupe du Burundi 2022                                   |
|                                                                            | Djibouti                                                                | ASAS Djibouti Télécom                                                   | Finaliste de la Coupe de Djibouti 2022                                  |
|                                                                            | Éthiopie                                                                | Fasil Kenema SC                                                         | Vice-champion d'Éthiopie 2021-2022                                      |
|                                                                            | Guinée équatoriale                                                      | Inter Littoral Academy                                                  |                                                                         |
|                                                                            | Liberia                                                                 | LISCR FC                                                                | Vainqueur de la Coupe du Liberia 2021-2022                              |
|                                                                            | Madagascar                                                              | Elgeco Plus FC                                                          | Vainqueur de la Coupe de Madagascar 2022                                |
|                                                                            | Seychelles                                                              | Saint-Michel United FC                                                  | Vice-champion des Seychelles 2021-2022                                  |
|                                                                            | Sierra Leone                                                            | Kallon FC                                                               | 5e du championnat de Sierra Leone 2021-2022                             |
|                                                                            | Soudan du Sud                                                           | Al-Hilal Wau                                                            | Vainqueur de la Coupe du Soudan du Sud 2022                             |
|                                                                            | Tchad                                                                   | AS Santé d'Abéché                                                       | Vice-champion du Tchad 2021-2022                                        |
|                                                                            | Zanzibar                                                                | Kipanga FC                                                              | Vainqueur de la Coupe de Zanzibar 2022                                  |

## Compétition

### Phase qualificative

#### Premier tour
Le tirage au sort a lieu le 9 août 2022, au Caire. Quatorze clubs sont exemptés du premier tour préliminaire et intègrent la compétition directement à partir du tour suivant :
1. Marumo Gallants FC
2. JS Saoura
3. USM Alger
4. GD Sagrada Esperança
5. CSMD Diables Noirs
6. DC Motema Pembe
7. Pyramids FC
8. Hearts of Oak SC
9. Al Nasr Benghazi
10. RS Berkane
11. Azam FC
12. Club africain
13. CS Sfax
14. ZESCO United FC

Les matchs aller se jouent du 9 au 13 septembre 2022 tandis que les matchs retour se jouent du 16 au 20 du même mois.
| Match | Équipe 1               | Résultat | Équipe 2               | Aller | Retour | Tab |
| ----- | ---------------------- | -------- | ---------------------- | ----- | ------ | --- |
| 1     | Kwara United FC        | 3-0      | AS Douanes             | 3-0   | 0-0    | -   |
| 2     | LISCR FC               | 1-3      | SC Gagnoa              | 0-0   | 1-3    | -   |
| 3     | Milo FC                | 2-4      | ASC Kara               | 2-1   | 0-3    | -   |
| 4     | AS Douanes             | 0-0      | AS Réal de Bamako      | 0-0   | 0-0    | 1-3 |
| 5     | Hilal al-Sahil SC      | 2-2      | Geita Gold FC          | 1-0   | 1-2    | -   |
| 6     | Fasil Kenema SC        | 3-1      | Bumamuru FC            | 3-0   | 0-1    | -   |
| 7     | ASAS Djibouti Télécom  | 0-1      | AS Kigali              | 0-0   | 0-1    | -   |
| 8     | Al-Hilal Wau           | 2-2      | Kipanga FC             | 1-1   | 1-1    | 3-4 |
| 9     | Al-Akhdar SC           | 3-0      | Al Ahli Khartoum       | 3-0   | 0-0    | -   |
| 10    | Mbabane Highlanders FC | 0-2      | Royal AM FC            | 0-0   | 0-2    | -   |
| 11    | Security Systems XI FC | forfait  | FC Saint-Éloi Lupopo   | -     | -      | -   |
| 12    | Saint-Michel United FC | forfait  | Inter Littoral Academy | -     | -      | -   |
| 13    | AS Santé d'Abéché      | 1-3      | CF Beira               | 1-2   | 0-1    | -   |
| 14    | PWD Bamenda            | 1-2      | Elgeco Plus FC         | 1-1   | 0-1    | -   |
| 15    | AS FAR                 | 2-1      | Remo Stars FC          | 1-1   | 1-0    | -   |
| 16    | Ashanti Golden Boys    | 2-1      | Nouakchott King's      | 2-0   | 0-1    | -   |
| 17    | Buffles du Borgou FC   | 0-4      | Kallon FC              | 0-1   | 0-3    | -   |
| 18    | Bul FC                 | 0-1      | Future FC              | 0-0   | 0-1    | -   |

#### Deuxième tour
Les matchs aller se jouent du 8 au 9 octobre 2022 tandis que les matchs retour se jouent du 14 au 16 du même mois.
| Match | Équipe 1               | Résultat | Équipe 2             | Aller | Retour |
| ----- | ---------------------- | -------- | -------------------- | ----- | ------ |
| 19    | Kwara United FC        | 3-3      | RS Berkane           | 3-1   | 0-2    |
| 20    | SC Gagnoa              | 1-0      | JS Saoura            | 1-0   | 0-0    |
| 21    | ASC Kara               | 1-4      | USM Alger            | 0-2   | 1-2    |
| 22    | AS Réal de Bamako      | 3-1      | Hearts of Oak SC     | 3-0   | 0-1    |
| 23    | Hilal al-Sahil SC      | 0-9      | Pyramids FC          | 0-2   | 0-7    |
| 24    | Fasil Kenema SC        | 0-1      | CS Sfax              | 0-0   | 0-1    |
| 25    | AS Kigali              | 0-1      | Al Nasr Benghazi     | 0-0   | 0-1    |
| 26    | Kipanga FC             | 0-7      | Club africain        | 0-0   | 0-7    |
| 27    | Al-Akhdar SC           | 3-2      | Azam FC              | 3-0   | 0-2    |
| 28    | Royal AM FC            | 1-1      | ZESCO United FC      | 0-0   | 1-1    |
| 29    | FC Saint-Éloi Lupopo   | 2-0      | GD Sagrada Esperança | 2-0   | 0-0    |
| 30    | Saint-Michel United FC | 1-2      | DC Motema Pembe      | 1-0   | 0-2    |
| 31    | CF Beira               | 2-4      | CSMD Diables Noirs   | 2-1   | 0-3    |
| 32    | Elgeco Plus FC         | 1-4      | Marumo Gallants FC   | 1-3   | 0-1    |
| 33    | AS FAR                 | 5-0      | Ashanti Golden Boys  | 4-0   | 1-0    |
| 34    | Kallon FC              | 0-6      | Future FC            | 0-2   | 0-4    |

#### Deuxième tour bis
Ce tour, le dernier avant la phase de poules, voit l'entrée en lice des équipes éliminées lors du deuxième tour préliminaire de la Ligue des champions. Elles affrontent les équipes qualifiées à l'issue du deuxième tour préliminaire de la Coupe de la confédération, qui ont l'avantage relatif de recevoir au match retour. Le tirage au sort se tient le 18 octobre au Caire et les matchs aller se jouent le 2 novembre tandis que le retour a lieu une semaine plus tard, soit le 9 du même mois.
| Match | Équipe 1              | Résultat | Équipe 2             | Aller | Retour | Tab |
| ----- | --------------------- | -------- | -------------------- | ----- | ------ | --- |
| 35    | RC Kadiogo            | 0-2      | FC Saint-Éloi Lupopo | 0-1   | 0-1    | -   |
| 36    | Royal Leopards FC     | 2-4      | AS Réal de Bamako    | 1-1   | 1-3    | -   |
| 37    | TP Mazembe            | 3-0      | Royal AM FC          | 2-0   | 1-0    | -   |
| 38    | CD Primeiro de Agosto | 2-2      | Future FC            | 1-1   | 1-1    | 2-3 |
| 39    | ASEC Mimosas          | 5-2      | SC Gagnoa            | 2-0   | 3-2    | -   |
| 40    | Djoliba AC            | 0-4      | AS FAR               | 0-0   | 0-4    | -   |
| 41    | Al-Ahli Tripoli       | 1-3      | Marumo Gallants FC   | 1-0   | 0-3    | -   |
| 42    | ASKO Kara             | 2-1      | CS Sfax              | 2-1   | 0-0    | -   |
| 43    | Young Africans SC     | 1-0      | Club africain        | 0-0   | 1-0    | -   |
| 44    | Flambeau du Centre    | 1-4      | DC Motema Pembe      | 0-2   | 1-2    | -   |
| 45    | Rivers United FC      | 6-1      | Al Nasr Benghazi     | 5-0   | 1-1    | -   |
| 46    | US Monastir           | 1-0      | RS Berkane           | 1-0   | 0-0    | -   |
| 47    | Cape Town City FC     | 0-1      | USM Alger            | 0-0   | 0-1    | -   |
| 48    | ASN Nigelec           | 1-3      | Pyramids FC          | 1-0   | 0-3    | -   |
| 49    | La Passe FC           | 2-6      | CSMD Diables Noirs   | 0-2   | 2-4    | -   |
| 50    | Plateau United FC     | 4-4      | Al-Akhdar SC         | 4-1   | 0-3    | -   |

### Phase de poules

#### Tirage au sort
Initialement prévu pour le 16 novembre 2022, le tirage au sort de la phase de poules est reporté la veille à une date ultérieure. La Confédération africaine de football annonce ensuite, un peu plus d'une semaine plus tard, qu'il aura lieu le 12 décembre à son siège, au Caire. Le jour du tirage au sort, la CAF en dévoile les modalités avec la répartition des équipes en deux pots suivant leur classement sur les cinq dernières années, le premier pot contenant les quatre têtes de série que sont le TP Mazembe, le Pyramids FC, l'ASEC Mimosas et l'USM Alger, et le second réunissant les douze autres clubs qualifiés. La cérémonie se déroule en présence de nombreuses anciennes gloires du football africain et c'est l'ex-international zambien, Chris Katongo, qui procède au tirage au sort de la phase de groupes de la Coupe de la confédération.
| Chapeau 1            | Chapeau 2                  | Chapeau 2                   | Chapeau 2               |
| -------------------- | -------------------------- | --------------------------- | ----------------------- |
| TP Mazembe (43 pts)  | DC Motema Pembe (3 pts)    | FC Saint-Éloi Lupopo (0 pt) | AS FAR (0 pt)           |
| Pyramids FC (34 pts) | Young Africans SC (0,5 pt) | Future FC (0 pt)            | Rivers United FC (0 pt) |
| ASEC Mimosas (8 pts) | Marumo Gallants FC (0 pt)  | Al-Akhdar SC (0 pt)         | ASKO Kara (0 pt)        |
| USM Alger (5 pts)    | CSMD Diables Noirs (0 pt)  | AS Réal de Bamako (0 pt)    | US Monastir (0 pt)      |

#### Groupe A
| Rang | Équipe               | Pts | J | G | N | P | Bp | Bc | Diff |  | Résultats (▼ dom., ► ext.) |     |     |     |     |
| ---- | -------------------- | --- | - | - | - | - | -- | -- | ---- |  | -------------------------- | --- | --- | --- | --- |
| 1    | Marumo Gallants FC   | 12  | 6 | 4 | 0 | 2 | 12 | 10 | +2   |  | Marumo Gallants FC         |     | 2-0 | 3-2 | 4-1 |
| 2    | USM Alger            | 11  | 6 | 3 | 2 | 1 | 11 | 5  | +6   |  | USM Alger                  | 2-0 |     | 3-0 | 4-1 |
| 3    | FC Saint-Éloi Lupopo | 5   | 6 | 1 | 2 | 3 | 6  | 10 | -4   |  | FC Saint-Éloi Lupopo       | 1-2 | 1-1 |     | 1-0 |
| 4    | Al-Akhdar SC         | 5   | 6 | 1 | 2 | 3 | 8  | 12 | -4   |  | Al-Akhdar SC               | 4-1 | 1-1 | 1-1 |     |

#### Groupe B
| Rang | Équipe             | Pts | J | G | N | P | Bp | Bc | Diff |  | Résultats (▼ dom., ► ext.) |     |     |     |     |
| ---- | ------------------ | --- | - | - | - | - | -- | -- | ---- |  | -------------------------- | --- | --- | --- | --- |
| 1    | ASEC Mimosas       | 13  | 6 | 4 | 1 | 1 | 6  | 4  | +2   |  | ASEC Mimosas               |     | 1-0 | 2-0 | 0-0 |
| 2    | Rivers United FC   | 10  | 6 | 3 | 1 | 2 | 9  | 7  | +2   |  | Rivers United FC           | 3-0 |     | 2-2 | 3-1 |
| 3    | CSMD Diables Noirs | 6   | 6 | 1 | 3 | 2 | 5  | 5  | 0    |  | CSMD Diables Noirs         | 0-1 | 3-0 |     | 0-0 |
| 4    | DC Motema Pembe    | 3   | 6 | 0 | 3 | 3 | 2  | 6  | -4   |  | DC Motema Pembe            | 1-2 | 0-1 | 0-0 |     |

#### Groupe C
| Rang | Équipe      | Pts | J | G | N | P | Bp | Bc | Diff |  | Résultats (▼ dom., ► ext.) |     |     |     |     |
| ---- | ----------- | --- | - | - | - | - | -- | -- | ---- |  | -------------------------- | --- | --- | --- | --- |
| 1    | FAR Rabat   | 11  | 6 | 3 | 2 | 1 | 11 | 6  | +5   |  | FAR Rabat                  |     | 1-0 | 2-0 | 5-1 |
| 2    | Pyramids FC | 11  | 6 | 3 | 2 | 1 | 10 | 6  | +4   |  | Pyramids FC                | 2-2 |     | 2-1 | 1-0 |
| 3    | Future FC   | 8   | 6 | 2 | 2 | 2 | 8  | 6  | +2   |  | Future FC                  | 2-0 | 1-1 |     | 3-0 |
| 4    | ASKO Kara   | 2   | 6 | 0 | 2 | 4 | 4  | 15 | -11  |  | ASKO Kara                  | 1-1 | 1-4 | 1-1 |     |

#### Groupe D
| Rang | Équipe            | Pts | J | G | N | P | Bp | Bc | Diff |  | Résultats (▼ dom., ► ext.) |     |     |     |     |
| ---- | ----------------- | --- | - | - | - | - | -- | -- | ---- |  | -------------------------- | --- | --- | --- | --- |
| 1    | Young Africans SC | 13  | 6 | 4 | 1 | 1 | 9  | 4  | +5   |  | Young Africans SC          |     | 2-0 | 2-0 | 3-1 |
| 2    | US Monastir       | 13  | 6 | 4 | 1 | 1 | 8  | 4  | +4   |  | US Monastir                | 2-0 |     | 2-1 | 1-0 |
| 3    | AS Réal de Bamako | 5   | 6 | 1 | 2 | 3 | 6  | 10 | -4   |  | AS Réal de Bamako          | 1-1 | 1-1 |     | 2-1 |
| 4    | TP Mazembe        | 3   | 6 | 1 | 0 | 5 | 5  | 10 | -5   |  | TP Mazembe                 | 0-1 | 0-2 | 3-1 |     |

### Phase finale

#### Qualification et tirage au sort
Le tirage au sort des quarts de finale se tiendra le 5 avril 2023 au siège de la CAF, au Caire. Les équipes qualifiées sont réparties selon leur classement en phase de poules (voir le tableau ci-dessous), les vainqueurs de groupe bénéficiant notamment de l'avantage relatif de jouer le match retour à domicile.
| Groupe | 1er du groupe - Tête de série | 2e du groupe - Non-tête de série |
| ------ | ----------------------------- | -------------------------------- |
| A      | Marumo Gallants FC            | USM Alger                        |
| B      | ASEC Mimosas                  | Rivers United FC                 |
| C      | FAR Rabat                     | Pyramids FC                      |
| D      | Young Africans SC             | US Monastir                      |

#### Quarts de finale
| Équipe        | Aller | Total | Retour | Équipe             |
| ------------- | ----- | ----- | ------ | ------------------ |
| Pyramids FC   | 1 - 1 | 1 - 2 | 0 - 1  | Marumo Gallants FC |
| US Monastir   | 0 - 0 | 0 - 2 | 0 - 2  | ASEC Mimosas       |
| USM Alger     | 2 - 0 | 4 - 3 | 2 - 3  | FAR Rabat          |
| Rivers United | 0 - 2 | 0 - 2 | 0 - 0  | Young Africans     |

#### Demi-finales
| Équipe         | Aller | Total | Retour | Équipe          |
| -------------- | ----- | ----- | ------ | --------------- |
| Young Africans | 2 - 0 | 4 - 1 | 2 - 1  | Marumo Gallants |
| ASEC Mimosas   | 0 - 0 | 0 - 2 | 0 - 2  | USM Alger       |

#### Finale
| Équipe         | Aller | Total  | Retour | Équipe    |
| -------------- | ----- | ------ | ------ | --------- |
| Young Africans | 1 - 2 | 2 - 2e | 1 - 0  | USM Alger |

#### Tableau final
|  | Quarts de finale   | Quarts de finale   | Quarts de finale   | Quarts de finale   |                   |                   | Demi-finales | Demi-finales | Demi-finales | Demi-finales |  |  | Finale | Finale | Finale | Finale |
|  |                    |                    |                    |                    |                   |                   |              |              |              |              |  |  |        |        |        |        |
|  |                    |                    |                    |                    |                   |                   |              |              |              |              |  |  |        |        |        |        |
|  |                    |                    |                    |                    |                   |                   |              |              |              |              |  |  |        |        |        |        |
|  | Rivers United FC   | Rivers United FC   | 0                  | 0                  |                   |                   |              |              |              |              |  |  |        |        |        |        |
|  | Rivers United FC   | Rivers United FC   | 0                  | 0                  |                   |                   |              |              |              |              |  |  |        |        |        |        |
|  | Young Africans SC  | Young Africans SC  | 2                  | 0                  |                   |                   |              |              |              |              |  |  |        |        |        |        |
|  | Young Africans SC  | Young Africans SC  | 2                  | 0                  | Young Africans SC | Young Africans SC | 2            | 2            |              |              |  |  |        |        |        |        |
|  |                    |                    |                    |                    | Young Africans SC | Young Africans SC | 2            | 2            |              |              |  |  |        |        |        |        |
|  |                    |                    | Marumo Gallants FC | Marumo Gallants FC | 0                 | 1                 |              |              |              |              |  |  |        |        |        |        |
|  | Pyramids FC        | Pyramids FC        | Marumo Gallants FC | Marumo Gallants FC | 0                 | 1                 | 1            | 0            |              |              |  |  |        |        |        |        |
|  | Pyramids FC        | Pyramids FC        |                    |                    |                   |                   |              | 0            |              |              |  |  |        |        |        |        |
|  | Marumo Gallants FC | Marumo Gallants FC | 1                  | 1                  |                   |                   |              |              |              |              |  |  |        |        |        |        |
|  | Marumo Gallants FC | Marumo Gallants FC | 1                  | 1                  | Young Africans SC | Young Africans SC | 1            | 1            |              |              |  |  |        |        |        |        |
|  |                    |                    |                    |                    | Young Africans SC | Young Africans SC | 1            | 1            |              |              |  |  |        |        |        |        |
|  |                    |                    | USM Alger          | USM Alger          | 2                 | 0                 |              |              |              |              |  |  |        |        |        |        |
|  | US Monastir        | US Monastir        | USM Alger          | USM Alger          | 2                 | 0                 | 0            | 0            |              |              |  |  |        |        |        |        |
|  | US Monastir        | US Monastir        |                    |                    |                   |                   |              |              |              |              |  |  |        |        |        |        |
|  | ASEC Mimosas       | ASEC Mimosas       | 0                  | 2                  |                   |                   |              |              |              |              |  |  |        |        |        |        |
|  | ASEC Mimosas       | ASEC Mimosas       | 0                  | 2                  | ASEC Mimosas      | ASEC Mimosas      | 0            | 0            |              |              |  |  |        |        |        |        |
|  |                    |                    |                    |                    | ASEC Mimosas      | ASEC Mimosas      | 0            | 0            |              |              |  |  |        |        |        |        |
|  |                    |                    | USM Alger          | USM Alger          | 0                 | 2                 |              |              |              |              |  |  |        |        |        |        |
|  | USM Alger          | USM Alger          | USM Alger          | USM Alger          | 0                 | 2                 | 2            | 2            |              |              |  |  |        |        |        |        |
|  | USM Alger          | USM Alger          |                    |                    |                   |                   |              | 2            |              |              |  |  |        |        |        |        |
|  | FAR Rabat          | FAR Rabat          | 0                  | 3                  |                   |                   |              |              |              |              |  |  |        |        |        |        |
|  | FAR Rabat          | FAR Rabat          | 0                  | 3                  |                   |                   |              |              |              |              |  |  |        |        |        |        |
|  |                    |                    |                    |                    |                   |                   |              |              |              |              |  |  |        |        |        |        |